# Hypocalymma phillipsii
Hypocalymma phillipsii är en myrtenväxtart som beskrevs av William Henry Harvey. Hypocalymma phillipsii ingår i släktet Hypocalymma och familjen myrtenväxter. Inga underarter finns listade i Catalogue of Life.